# سدیم فرمات
سدیم فرمات (به انگلیسی: Sodium formate) با فرمول شیمیایی HCOONa یک ترکیب شیمیایی است که جرم مولی آن 68.01 g/mol می‌باشد. شکل ظاهری این ترکیب، دانه‌های سفید است.این ترکیب در واقع نمک اسیدفرمیک با سدیم است.